# Alisporivir
 (novembre 2021).
L'alisporivir, ou alispovir, ou Debio 025, DEB025, (ou UNIL-025) est un inhibiteur de la cyclophiline A,. Sa structure rappelle celle de la ciclosporine, à partir de laquelle il est synthétisé.
Il fait l'objet de recherches pour son utilisation potentielle dans le traitement de l'hépatite C,. Il a également été étudié pour la dystrophie musculaire de Duchenne et pourrait avoir un potentiel thérapeutique dans la maladie d'Alzheimer. Il a aussi été envisagé comme traitement contre le SARS-CoV-2.